# Bur Pantan Dedalu
Bur Pantan Dedalu är ett berg i Indonesien.   Det ligger i provinsen Aceh, i den västra delen av landet, 1 500 km nordväst om huvudstaden Jakarta. Toppen på Bur Pantan Dedalu är 2 858 meter över havet, eller 336 meter över den omgivande terrängen. Bredden vid basen är 9,0 km.
Terrängen runt Bur Pantan Dedalu är kuperad åt nordost, men åt sydväst är den bergig.Runt Bur Pantan Dedalu är det glesbefolkat, med 12 invånare per kvadratkilometer. Det finns inga samhällen i närheten. I omgivningarna runt Bur Pantan Dedalu växer i huvudsak städsegrön lövskog.